# Rot Weiss Ahlen 2009-2010
Questa voce raccoglie le informazioni riguardanti il Rot Weiss Ahlen nelle competizioni ufficiali della stagione 2009-2010.

## Stagione
Nella stagione 2009-2010 il Rot Weiss Ahlen, allenato da Christian Hock, concluse il campionato di 2. Bundesliga al 18º posto e retrocesse in 3. Liga. In Coppa di Germania il Rot Weiss Ahlen fu eliminato al secondo turno dal Greuther Fürth.

## Rosa
| N. |                     | Ruolo | Calciatore           |
| -- | ------------------- | ----- | -------------------- |
| 1  | Germania (bandiera) | P     | Sascha Kirschstein   |
| 21 | Germania (bandiera) | P     | Dirk Langerbein      |
| 33 | Germania (bandiera) | P     | Manuel Lenz          |
| 17 | Belgio (bandiera)   | D     | Siebe Blondelle      |
| 2  | Germania (bandiera) | D     | Marcel Busch         |
| 23 | Germania (bandiera) | D     | Baldo Di Gregorio    |
| 19 | Germania (bandiera) | D     | Nils Döring          |
| 3  | Germania (bandiera) | D     | Benjamin Kern        |
| 5  | Germania (bandiera) | D     | Ole Kittner          |
| 4  | Nigeria (bandiera)  | D     | Darlington Omodiagbe |
| 29 | Germania (bandiera) | D     | Sebastian Pelzer     |
| 13 | Polonia (bandiera)  | C     | David Blacha         |
| 10 | Germania (bandiera) | C     | Nils-Ole Book        |
| 16 | Germania (bandiera) | C     | Tim Gorschlüter      |
| 14 | Germania (bandiera) | C     | Janis Kraus          |
| 7  | Germania (bandiera) | C     | Mohammed Lartey      |

| N. |                                 | Ruolo | Calciatore      |
| -- | ------------------------------- | ----- | --------------- |
| 27 | RD del Congo (bandiera)         | C     | Kalema Ntela    |
| 28 | Camerun (bandiera)              | C     | Alain Ollé Ollé |
| 8  | Germania (bandiera)             | C     | Daniel Thioune  |
| 25 | Bosnia ed Erzegovina (bandiera) | C     | Mario Vrančić   |
| 20 | Germania (bandiera)             | C     | Michael Wiemann |
| 18 | RD del Congo (bandiera)         | A     | Serge Lofo      |
| 9  | Germania (bandiera)             | A     | Thomas Bröker   |
| 24 | Paesi Bassi (bandiera)          | A     | Julian Jenner   |
| 35 | Turchia (bandiera)              | A     | Bertul Kocabaş  |
| 12 | Turchia (bandiera)              | A     | Bahattin Köse   |
| 15 | Senegal (bandiera)              | A     | Momar N'Diaye   |
| 22 | Azerbaigian (bandiera)          | A     | Cihan Özkara    |
| 39 | Bosnia ed Erzegovina (bandiera) | A     | Duško Stajić    |
| 26 | Germania (bandiera)             | A     | Luka Tankulić   |
| 11 | Germania (bandiera)             | A     | Lars Toborg     |

## Organigramma societario
Area tecnica
- Allenatore: Christian Hock
- Allenatore in seconda:
- Preparatore dei portieri: Dirk Langerbein
- Preparatori atletici:

## Risultati

### 2. Bundesliga

#### Girone di andata
| Arbitro: | Drees |

|                          |           |            |
| Lehmann 31’ Pichinot 90’ | Marcatori | 43’ Döring |

| Arbitro: | Leicher |

|  |           |            |
|  | Marcatori | 12’ Rodnei |

| Arbitro: | Siebert |

|                          |           |  |
| Stoppelkamp 62’ Kaya 89’ | Marcatori |  |

| Ahlen 28 agosto 2009, ore 18:00 CEST 4ª giornata | Rot Weiss Ahlen | 0 – 0 referto | Monaco 1860 | Wersestadion (4 025 spett.)\| Arbitro: \| Thielert \| |
| Arbitro:                                         | Thielert        |               |             |                                                       |

| Arbitro: | Schriever |

|                          |           |  |
| Federico 68’ Katongo 79’ | Marcatori |  |

| Arbitro: | Schößling |

|            |           |                                                |
| Bröker 23’ | Marcatori | 1’ Lambertz 13’ Jovanović 57’ Bulykin 79’ Gaus |

| Arbitro: | Schalk |

|                              |           |              |
| Mattuschka 24’ Benyamina 42’ | Marcatori | 5’ Reichwein |

| Arbitro: | Ittrich |

|  |           |                                  |
|  | Marcatori | 53’ (rig.), 57’ (rig.) Sebastian |

| Arbitro: | Bandurski |

|          |           |            |
| Lense 7’ | Marcatori | 56’ Toborg |

| Arbitro: | Metzen |

|               |           |                                   |
| Reichwein 85’ | Marcatori | 7’ Ndjeng 49’ Thurk 83’ Torghelle |

| Arbitro: | Wagner |

|  |           |           |
|  | Marcatori | 71’ Nöthe |

| Arbitro: | Fritz |

|                            |           |                      |
| Caiuby 14’ Fahrenhorst 21’ | Marcatori | 51’ Busch 89’ Döring |

| Ahlen 20 novembre 2009, ore 18:00 CET 13ª giornata | Rot Weiss Ahlen | 0 – 0 referto | Paderborn | Wersestadion (5 245 spett.)\| Arbitro: \| Dingert \| |
| Arbitro:                                           | Dingert         |               |           |                                                      |

| Arbitro: | Grudzinski |

|  |           |                             |
|  | Marcatori | 16’ Wiemann 40’ Gorschlüter |

| Arbitro: | Meyer |

|            |           |                              |
| Bröker 71’ | Marcatori | 13’, 86’ Stindl 43’ Iashvili |

| Francoforte sul Meno 12 dicembre 2009, ore 13:00 CET 16ª giornata | FSV Francoforte | 0 – 0 referto | Rot Weiss Ahlen | Frankfurter Volksbank Stadion (4 134 spett.)\| Arbitro: \| Sippel \| |
| Arbitro:                                                          | Sippel          |               |                 |                                                                      |

| Arbitro: | Zwayer |

|  |           |                                             |
|  | Marcatori | 19’ Shao 36’ Kruska 53’ Kweuke 90’ Petersen |

#### Girone di ritorno
| Arbitro: | Perl |

|  |           |                            |
|  | Marcatori | 77’ Ebbers 86’ Sukuta-Pasu |

| Kaiserslautern 23 gennaio 2010, ore 13:00 CET 19ª giornata | Kaiserslautern | 0 – 0 referto | Rot Weiss Ahlen | Fritz-Walter-Stadion (24 472 spett.)\| Arbitro: \| Steinhaus \| |
| Arbitro:                                                   | Steinhaus      |               |                 |                                                                 |

| Arbitro: | Kempter |

|             |           |  |
| N'Diaye 42’ | Marcatori |  |

| Arbitro: | Wingenbach |

|  |           |          |
|  | Marcatori | 27’ Kern |

| Arbitro: | Winkmann |

|  |           |              |
|  | Marcatori | 62’ Federico |

| Arbitro: | Gagelmann |

|                                                 |           |  |
| Anderson 30’ Oehrl 37’ Harnik 44’ Heidinger 64’ | Marcatori |  |

| Arbitro: | Schalk |

|                                   |           |                                 |
| Ollé 40’ Di Gregorio 56’ Book 72’ | Marcatori | 45’ (rig.) Mattuschka 90’ Dogan |

| Arbitro: | Hartmann |

|  |           |            |
|  | Marcatori | 13’ Jenner |

| Arbitro: | Siebert |

|  |           |                            |
|  | Marcatori | 42’ Krontiris 90’ Glockner |

| Arbitro: | Steinhaus |

|                                    |           |                   |
| Brinkmann 34’ Thurk 50’ Traoré 80’ | Marcatori | 45’ (rig.) Lartey |

| Arbitro: | Christ |

|                                  |           |             |
| Müller 22’ Allagui 25’ Nöthe 89’ | Marcatori | 67’ Kittner |

| Arbitro: | Metzen |

|  |           |           |
|  | Marcatori | 75’ Adler |

| Arbitro: | Stieler |

|                                |           |  |
| Krause 39’ (rig.) Brückner 67’ | Marcatori |  |

| Arbitro: | Meyer |

|  |           |                  |
|  | Marcatori | 35’ (rig.) Demai |

| Arbitro: | Wagner |

|              |           |  |
| Langkamp 41’ | Marcatori |  |

| Ahlen 2 maggio 2010, ore 17:30 CEST 33ª giornata | Rot Weiss Ahlen | 0 – 0 referto | FSV Francoforte | Wersestadion (2 920 spett.)\| Arbitro: \| Weiner \| |
| Arbitro:                                         | Weiner          |               |                 |                                                     |

| Arbitro: | Ittrich |

|                                                   |           |           |
| Kruska 3’ (rig.) Kweuke 47’ Petersen 73’ Jula 82’ | Marcatori | 61’ Busch |

### Coppa di Germania
| Arbitro: | Fritz |

|                                       |                      |                                              |
| Ali 113’                              | Marcatori            | 105’ Döring                                  |
| Belleri Traut Burkhard Kresin Riemann | Tiri di rigore 4 – 5 | Mikolajczak Bröker Busch Omodiagbe Reichwein |

| Arbitro: | Dingert |

|                   |           |                                    |
| Tankulić 87’, 93’ | Marcatori | 61’ Nöthe 98’ Mokhtari 120’ Müller |

## Statistiche

### Statistiche di squadra
| Competizione      | Punti | In casa | In casa | In casa | In casa | In casa | In casa | In trasferta | In trasferta | In trasferta | In trasferta | In trasferta | In trasferta | Totale | Totale | Totale | Totale | Totale | Totale | DR  |
| Competizione      | Punti | G       | V       | N       | P       | Gf      | Gs      | G            | V            | N            | P            | Gf           | Gs           | G      | V      | N      | P      | Gf     | Gs     | DR  |
| ----------------- | ----- | ------- | ------- | ------- | ------- | ------- | ------- | ------------ | ------------ | ------------ | ------------ | ------------ | ------------ | ------ | ------ | ------ | ------ | ------ | ------ | --- |
| 2. Bundesliga     | 22    | 17      | 2       | 3       | 12      | 7       | 27      | 17           | 3            | 4            | 10           | 12           | 28           | 34     | 5      | 7      | 22     | 19     | 55     | -36 |
| Coppa di Germania | -     | 1       | 0       | 0       | 1       | 2       | 3       | 1            | 0            | 1            | 0            | 1            | 1            | 2      | 0      | 1      | 1      | 3      | 4      | -1  |
| Totale            | -     | 18      | 2       | 3       | 13      | 9       | 30      | 18           | 3            | 5            | 10           | 13           | 29           | 36     | 5      | 8      | 23     | 22     | 59     | -37 |

### Andamento in campionato
| Giornata  | 1  | 2  | 3  | 4  | 5  | 6  | 7  | 8  | 9  | 10 | 11 | 12 | 13 | 14 | 15 | 16 | 17 | 18 | 19 | 20 | 21 | 22 | 23 | 24 | 25 | 26 | 27 | 28 | 29 | 30 | 31 | 32 | 33 | 34 |
| --------- | -- | -- | -- | -- | -- | -- | -- | -- | -- | -- | -- | -- | -- | -- | -- | -- | -- | -- | -- | -- | -- | -- | -- | -- | -- | -- | -- | -- | -- | -- | -- | -- | -- | -- |
| Luogo     | T  | C  | T  | C  | T  | C  | T  | C  | T  | C  | C  | T  | C  | T  | C  | T  | C  | C  | T  | C  | T  | C  | T  | C  | T  | C  | T  | T  | C  | T  | C  | T  | C  | T  |
| Risultato | P  | P  | P  | N  | P  | P  | P  | P  | N  | P  | P  | N  | N  | V  | P  | N  | P  | P  | N  | V  | V  | P  | P  | V  | V  | P  | P  | P  | P  | P  | P  | P  | N  | P  |
| Posizione | 10 | 16 | 17 | 17 | 17 | 17 | 17 | 18 | 17 | 18 | 18 | 18 | 18 | 18 | 18 | 18 | 18 | 18 | 18 | 18 | 18 | 18 | 18 | 18 | 17 | 18 | 18 | 18 | 18 | 18 | 18 | 18 | 18 | 18 |

Legenda:

Luogo: C = Casa; T = Trasferta. Risultato: V = Vittoria; N = Pareggio; P = Sconfitta.

### Statistiche dei giocatori
| Giocatore      | 2. Bundesliga | 2. Bundesliga | 2. Bundesliga | 2. Bundesliga | Coppa di Germania | Coppa di Germania | Coppa di Germania | Coppa di Germania | Totale   | Totale | Totale      | Totale     |
| Giocatore      | Presenze      | Reti          | Ammonizioni   | Espulsioni    | Presenze          | Reti              | Ammonizioni       | Espulsioni        | Presenze | Reti   | Ammonizioni | Espulsioni |
| -------------- | ------------- | ------------- | ------------- | ------------- | ----------------- | ----------------- | ----------------- | ----------------- | -------- | ------ | ----------- | ---------- |
| S. Kirschstein | 33            | 0             | 2             | 0             | 2                 | 0                 | 0                 | 0                 | 35       | 0      | 2           | 0          |
| D. Langerbein  | -             | -             | -             | -             | -                 | -                 | -                 | -                 | -        | -      | -           | -          |
| M. Lenz        | 1             | 0             | 0             | 0             | -                 | -                 | -                 | -                 | 1        | 0      | 0           | 0          |
| S. Blondelle   | 5             | 0             | 0             | 0             | -                 | -                 | -                 | -                 | 5        | 0      | 0           | 0          |
| M. Busch       | 28            | 2             | 5             | 0             | 2                 | 0                 | 0                 | 0                 | 30       | 2      | 5           | 0          |
| B. Di Gregorio | 20            | 1             | 10            | 0             | 1                 | 0                 | 1                 | 0                 | 21       | 1      | 11          | 0          |
| N. Döring      | 29            | 2             | 8             | 0             | 2                 | 1                 | 1                 | 0                 | 31       | 3      | 9           | 0          |
| B. Kern        | 17            | 1             | 3             | 0             | -                 | -                 | -                 | -                 | 17       | 1      | 3           | 0          |
| O. Kittner     | 19            | 1             | 7             | 0             | -                 | -                 | -                 | -                 | 19       | 1      | 7           | 0          |
| D. Omodiagbe   | 9             | 0             | 0             | 0             | 1                 | 0                 | 0                 | 0                 | 10       | 0      | 0           | 0          |
| S. Pelzer      | 25            | 0             | 7             | 0             | 1                 | 0                 | 0                 | 0                 | 26       | 0      | 7           | 0          |
| D. Blacha      | 9             | 0             | 2             | 0             | 1                 | 0                 | 0                 | 0                 | 10       | 0      | 2           | 0          |
| N. Book        | 28            | 1             | 5             | 0             | 2                 | 0                 | 1                 | 0                 | 30       | 1      | 6           | 0          |
| T. Gorschlüter | 18            | 1             | 6             | 1             | -                 | -                 | -                 | -                 | 18       | 1      | 6           | 1          |
| J. Kraus       | 1             | 0             | 0             | 0             | -                 | -                 | -                 | -                 | 1        | 0      | 0           | 0          |
| M. Lartey      | 19            | 1             | 4             | 1             | 1                 | 0                 | 0                 | 0                 | 20       | 1      | 4           | 1          |
| K. Ntela       | -             | -             | -             | -             | -                 | -                 | -                 | -                 | -        | -      | -           | -          |
| A. Ollé        | 13            | 1             | 4             | 0             | -                 | -                 | -                 | -                 | 13       | 1      | 4           | 0          |
| D. Thioune     | 4             | 0             | 1             | 0             | -                 | -                 | -                 | -                 | 4        | 0      | 1           | 0          |
| M. Vrančić     | 12            | 0             | 1             | 0             | -                 | -                 | -                 | -                 | 12       | 0      | 1           | 0          |
| M. Wiemann     | 26            | 1             | 6             | 0             | 2                 | 0                 | 1                 | 0                 | 28       | 1      | 7           | 0          |
| S. Lofo        | -             | -             | -             | -             | -                 | -                 | -                 | -                 | -        | -      | -           | -          |
| T. Bröker      | 22            | 2             | 1             | 0             | 2                 | 0                 | 0                 | 0                 | 24       | 2      | 1           | 0          |
| J. Jenner      | 11            | 1             | 0             | 0             | -                 | -                 | -                 | -                 | 11       | 1      | 0           | 0          |
| B. Kocabaş     | 1             | 0             | 0             | 0             | -                 | -                 | -                 | -                 | 1        | 0      | 0           | 0          |
| B. Köse        | 7             | 0             | 0             | 0             | 1                 | 0                 | 0                 | 0                 | 8        | 0      | 0           | 0          |
| M. N'Diaye     | 6             | 1             | 2             | 0             | -                 | -                 | -                 | -                 | 6        | 1      | 2           | 0          |
| C. Özkara      | 16            | 0             | 0             | 0             | 1                 | 0                 | 0                 | 0                 | 17       | 0      | 0           | 0          |
| D. Stajić      | 7             | 0             | 1             | 0             | -                 | -                 | -                 | -                 | 7        | 0      | 1           | 0          |
| L. Tankulić    | 16            | 0             | 1             | 0             | 1                 | 2                 | 0                 | 0                 | 17       | 2      | 1           | 0          |
| L. Toborg      | 13            | 1             | 0             | 0             | 1                 | 0                 | 0                 | 0                 | 14       | 1      | 0           | 0          |
| D. Felgenhauer | 10            | 0             | 1             | 0             | 2                 | 0                 | 0                 | 0                 | 12       | 0      | 1           | 0          |
| D. Kumbela     | 6             | 0             | 0             | 0             | 1                 | 0                 | 0                 | 0                 | 7        | 0      | 0           | 0          |
| R. Maul        | 3             | 0             | 2             | 0             | -                 | -                 | -                 | -                 | 3        | 0      | 2           | 0          |
| C. Mikolajczak | 14            | 0             | 0             | 0             | 1                 | 0                 | 0                 | 0                 | 15       | 0      | 0           | 0          |
| T. Moosmayer   | 6             | 0             | 1             | 0             | 1                 | 0                 | 1                 | 0                 | 7        | 0      | 2           | 0          |
| M. Reichwein   | 14            | 2             | 2             | 0             | 2                 | 0                 | 0                 | 0                 | 16       | 2      | 2           | 0          |